# Rainer Knobloch
Rainer Knobloch (* 7. November 1938; † 18. November 2010) war ein deutscher Fußballspieler. In Erfurt und Jena spielte er in der DDR-Oberliga, der höchsten Spielklasse im DDR-Fußball. Außerdem war er Nachwuchs- und B-Nationalspieler.

## Sportliche Laufbahn
Erste Schritte im Fußballsport unternahm Rainer Knobloch als Schüler bei der Betriebssportgemeinschaft (BSG) Traktor im thüringischen Großneuhausen. Als 18-Jähriger wechselte er 1957 in die Kreisstadt zur BSG Motor Sömmerda in die drittklassige II. DDR-Liga.
Nach zwei Spielzeiten wurde er 1959 zum DDR-Oberligisten SC Turbine Erfurt, dem regionalen Fußballschwerpunktklub, delegiert. Dort kam er in der Rückrunde als Ersatz für den ausgeschiedenen Stürmer Siegfried Vollrath zum Einsatz. Vom 16. Spieltag an bestritt er alle Oberligapartien bis zum Saisonende und erzielte in diesen elf Begegnungen seine ersten drei Oberligatore. Der SC Turbine beendete die Saison als Absteiger in die DDR-Liga. Dass die Erfurter bereits nach einem Jahr wieder in die Oberliga aufsteigen konnten, war unter anderem das Verdienst von Knobloch, der als Mittelstürmer in allen 26 Punktspielen aufgeboten werden konnte und mit seinen 18 Treffern Torschützenkönig der Liga wurde.
1961 wurde der DDR-Fußballbetrieb vom Kalenderjahr- auf den Sommer-Frühjahr-Rhythmus umgestellt. Dazu wurde in der Oberliga eine 39-Spiele-Saison vom März 1961 bis zum Juni 1962 ausgetragen. Erneut erwies sich Knobloch als wichtige Stütze der Mannschaft, er bestritt alle 39 Punktspiele, in denen er wieder als Mittelstürmer spielte und mit 20 Toren hinter Erwin Seifert zweitbester Erfurter Angreifer wurde. In den folgenden beiden Spielzeiten bis 1964 bestritt Knobloch alle 52 Oberligaspiele und kam auf insgesamt 17 Tore. Zwischen 1961 und 1962 gehörte Knobloch zum Kader der DDR-Nachwuchsnationalmannschaft. Mit ihr bestritt er drei Länderspiele, außerdem wurde er 1962 in einem B-Länderspiel eingesetzt.
Als 1964 der SC Turbine Erfurt zum zweiten Mal absteigen musste, veranlasste der DDR-Fußballverband, dass Knobloch beim SC Motor Jena weiter in der Oberliga spielte. Dort wurde er vom fünften Spieltag an eingesetzt und wurde bis zum Saisonende auch in den folgenden 21 Punktspielen aufgeboten. Nachdem er zunächst Rechtsaußenstürmer gespielt hatte, kam er in der Rückrunde hauptsächlich als Mittelstürmer zum Einsatz. Er erzielte sechs Tore. Am Saisonende stand er mit dem SC Motor Jena als Rechtsaußen im Endspiel um den DDR-Fußballpokal, das die Jenaer mit 1:2 gegen den SC Aufbau Magdeburg verloren.
Da die Erfurter erneut den sofortigen Wiederaufstieg schafften, kehrte Knobloch zur Saison 1965/66 wieder zum SC Turbine zurück. Im Gegensatz zu Jena wurde er nun überwiegend als halblinker Stürmer eingesetzt und erzielte bei seinen 25 Einsätzen vier Tore. Im Januar 1966 wurde die Fußballsektion des SC Turbine zum neu gegründeten FC Rot-Weiß Erfurt umstrukturiert und stieg am Saisonende zum dritten Mal ab. Diesmal durfte Knobloch in Erfurt bleiben, war aber mit 20 Einsätzen bei 30 DDR-Ligapunktspielen und drei Toren am abermaligen Sofortwiederaufstieg nur eingeschränkt beteiligt. In der Oberligasaison 1967/68 kam Knobloch nur noch 16-mal zum Einsatz (ein Tor). Das Spiel Rot-Weiß Erfurt – Lokomotive Stendal (3:0), bei dem er lediglich für 14 Minuten eingewechselt wurde, war Knoblochs letzter Auftritt in der Oberliga. Damit hatte er für Erfurt 143 und für Jena 22 Oberligaeinsätze erreicht und 51 Tore (45 für Erfurt) erzielt. Bis 1969 spielte er noch für die 2. Mannschaft des FC Rot-Weiß, die in der DDR-Liga antrat. Dort war er bereits in der Saison 1967/68 eingesetzt worden war. In beiden Spielzeiten absolvierte er 35 Punktspiele und schoss zwei Tore.
Zur Saison 1969/70 ging Knobloch nach Sömmerda zurück und schloss sich seiner früheren BSG an, wo er bis 1978 als Fußballspieler aktiv war. Er startete mit der Mannschaft in der drittklassigen Bezirksliga und verhalf ihr 1971 zum Aufstieg in die DDR-Liga, die sich zu diesem Anlass in BSG Zentronik umbenannte. Bis 1978 bestritt Knobloch 143 DDR-Ligaspiele, in denen er 17 Tore schoss. Anschließend wurde er für zwei Jahre Übungsleiter der 1. Mannschaft der BSG die sich nun Robotron nannte. In seinem ersten Übungsleiterjahr stieg er mit der Mannschaft wieder in die Bezirksliga ab.